# Prehnita

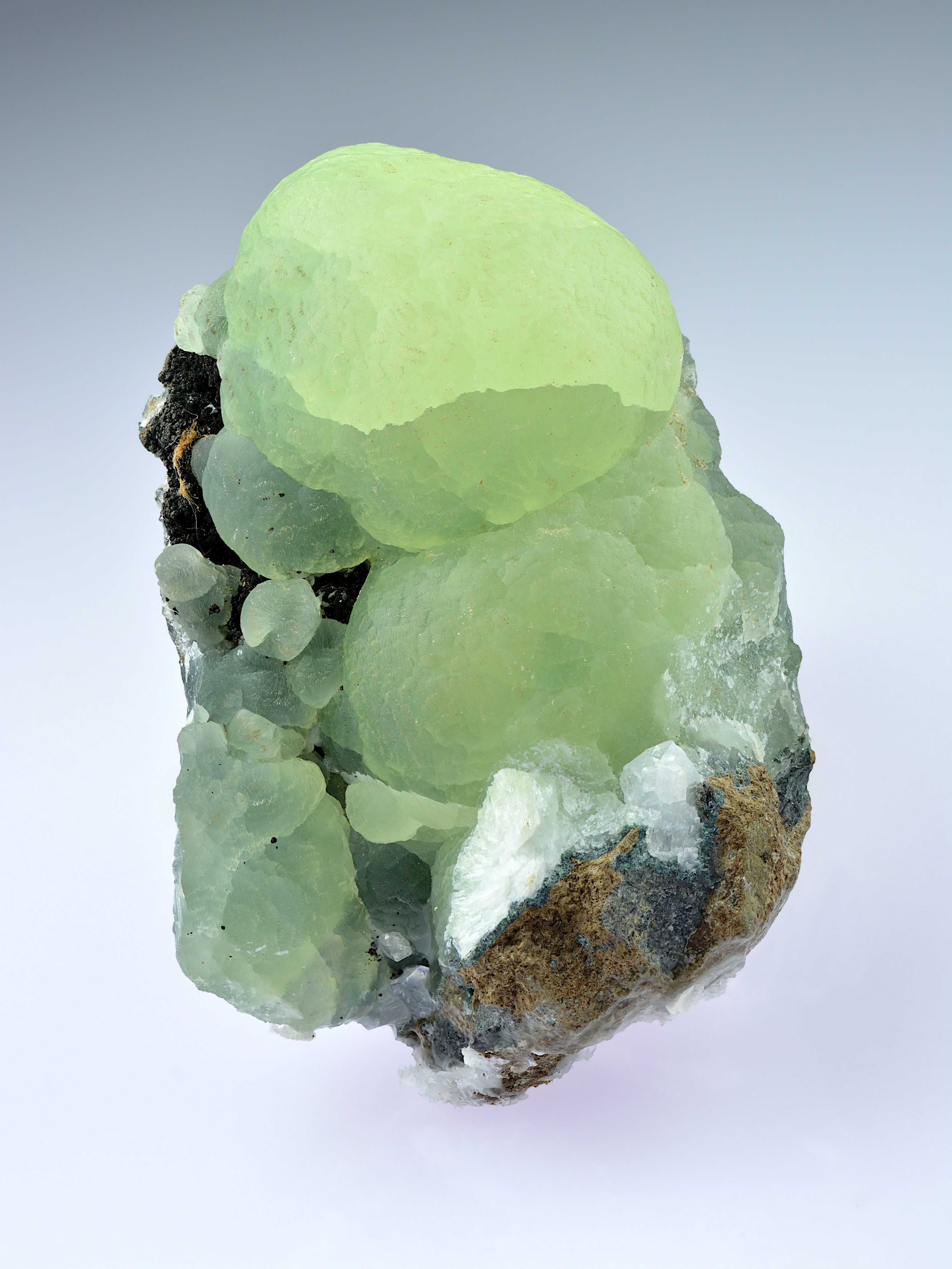
Prehnita

Prehnita (português brasileiro) ou prehnite (português europeu) é um mineral de cor verde-claro, marrom amarelado ou branco, com fórmula química (Si3O10)Ca2Al2(OH)2. Pertence à classe mineral dos silicatos, precisamente a subclasse dos filossilicatos.

## Etimologia e história
O mineral foi descoberto pelo geólogo e mineralogista alemão Abraham Gottlob Werner no século XVIII. O nome prehnita foi derivado do militar neerlandês Hendrik Von Prehn que encontrou o mineral no Cabo da Boa Esperança em 1783.